# Hynobius stejnegeri
Espèce
Statut de conservation UICN

 LC  : Préoccupation mineure
Hynobius stejnegeri est une espèce d'urodèles de la famille des Hynobiidae.

## Répartition
Cette espèce est endémique de Kyūshū au Japon. Elle se rencontre dans les préfectures de Kumamoto, de Miyazaki et de Kagoshima vers 1 000 m d'altitude.

## Description
Hynobius abei mesure de 76 à 85 mm sans la queue et de 137 à 155 mm de longueur totale.

## Étymologie
Cette espèce est nommée en l'honneur de Leonhard Hess Stejneger.

## Publication originale
- Dunn, 1923 : New species of Hynobius from Japan. Proceedings of the California Academy of Sciences, sér. 4, vol. 12, p. 27-29 (texte intégral).